# Кунке, Гюнтер
Гю́нтер Ку́нке (нем. Günter Kuhnke; 7 сентября 1912, Эльбинг, Западная Пруссия — 11 октября 1990, Шортенс, Нижняя Саксония) — немецкий офицер-подводник, корветтен-капитан (1 марта 1943 года).

## Биография
1 апреля 1932 года поступил на флот кадетом. 1 апреля 1935 года произведен в лейтенанты. Служил на броненосце «Адмирал Шеер». В сентябре 1935 года переведен в подводный флот.

## Вторая мировая война
С 28 октября 1938 по 16 ноября 1940 года командовал подлодкой U-28 (Тип VII-A), на которой совершил 6 походов (проведя в море в общей сложности 239 суток). После начала Второй мировой войны провел ряд операций по установке минных заграждений.
19 сентября 1940 года награждён Рыцарским крестом Железного креста.
3 марта 1941 года получил подлодку U-125 (Тип IX-C), которую выводил в море 2 раза (проведя в плавании 100 суток). Участник операции «Паукеншлаг».
15 декабря 1941 года отозван на берег и в январе 1942 года назначен командиром 10-й флотилии подводных лодок во Франции.
24 августа 1944 года Кунке принял командование над последней лодкой флотилии — U-853 — и 15 октября 1944 года привел её во Фленсбург, где назначен командиром 33-й флотилии подводных лодок.
Всего за время военных действий Кунке потопил 13 судов общим водоизмещением 56 272 брт и повредил 2 судна водоизмещением 10 067 брт.
В 1955 году поступил в ВМС ФРГ, командовал эскадренным миноносцем Z-2. С 1966 года начальник Морского управления, 17 марта 1966 года получил звание контр-адмирала. Был награждён Звездой к Большому офицерскому кресту за заслуги. В 1972 году вышел в отставку.

## Награды
- Медаль «За выслугу лет в вермахте» IV класса (2 октября 1936)
- Железный крест (1939)
  - 2-го класса (29 сентября 1939)
  - 1-го класса (1 октября 1939)
- Крест «За военные заслуги» 2-го класса с Мечами (30 января 1944)
- Рыцарский крест (19 сентября 1940)
- Командорский крест (26 июня 1969)
- Большой офицерский крест (30 сентября 1972)